# Iskristoevatnet
Der Iskristoevatnet (norwegisch, russisch Озеро Искристое Osero Iskristoje, deutsch ‚Funkelnder See‘) ist ein See an der Prinzessin-Astrid-Küste des ostantarktischen Königin-Maud-Lands. In der Schirmacher-Oase liegt er am Krokevassfjellet. 
Russische Wissenschaftler benannten ihn. Wissenschaftler des Norwegischen Polarinstituts übertrugen diese Benennung 1991 ins Norwegische.